# Keilawaterval
De Keilawaterval is een waterval op de rivier de Keila in het noorden van Estland. Het is de op twee na krachtigste waterval van het land na de Narvawaterval en Jägalawaterval. Ze ligt in de gemeente Keila in de provincie Harjumaa.
De waterval heeft een hoogte van zes meter en is 60 tot 70 meter breed.

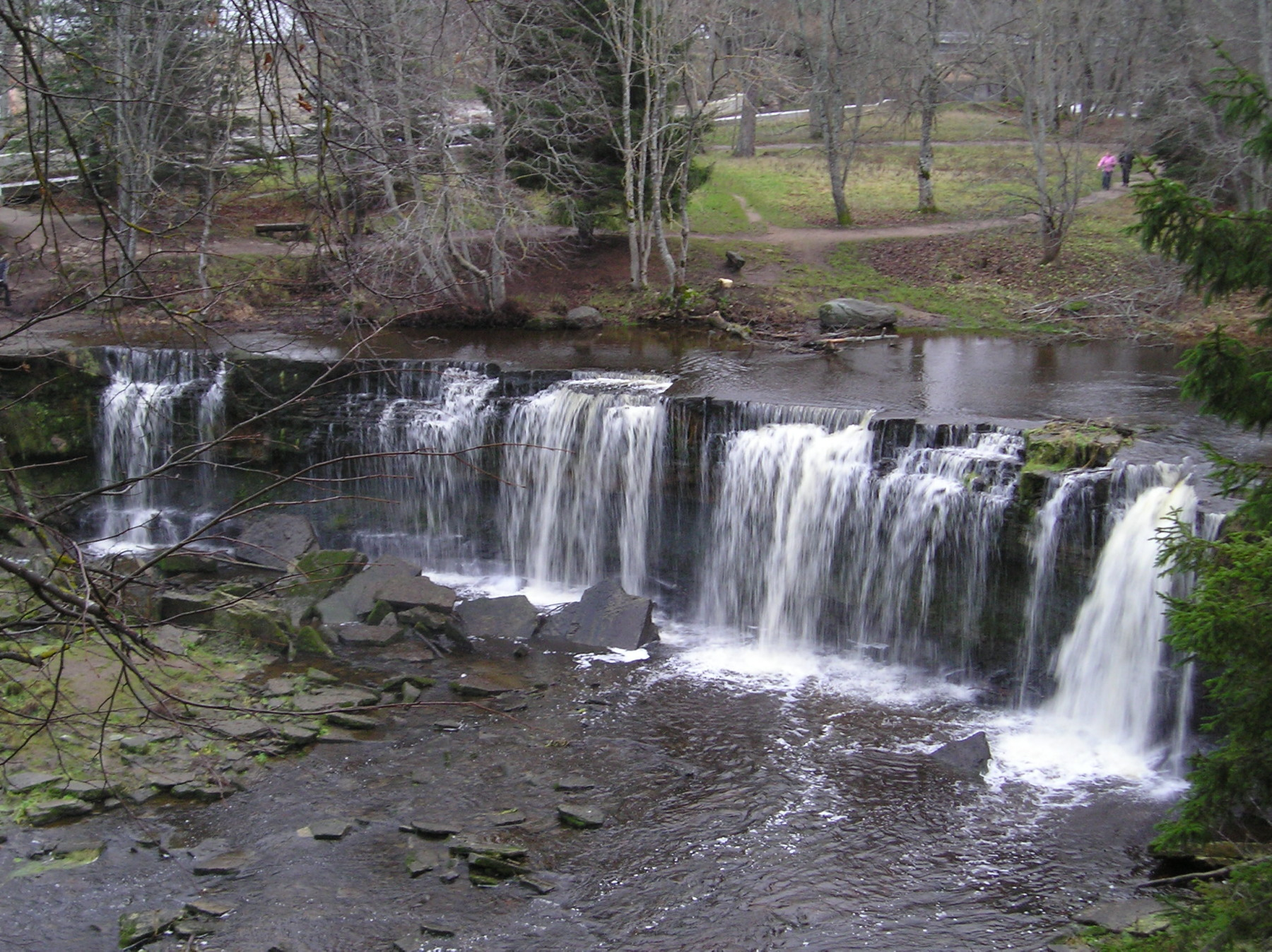
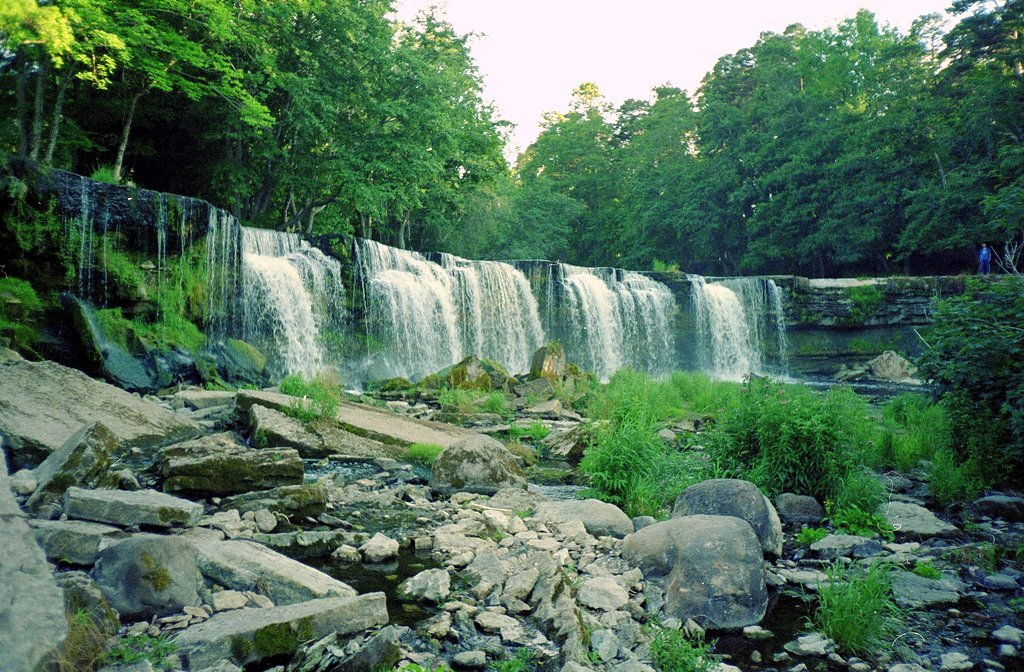
2008
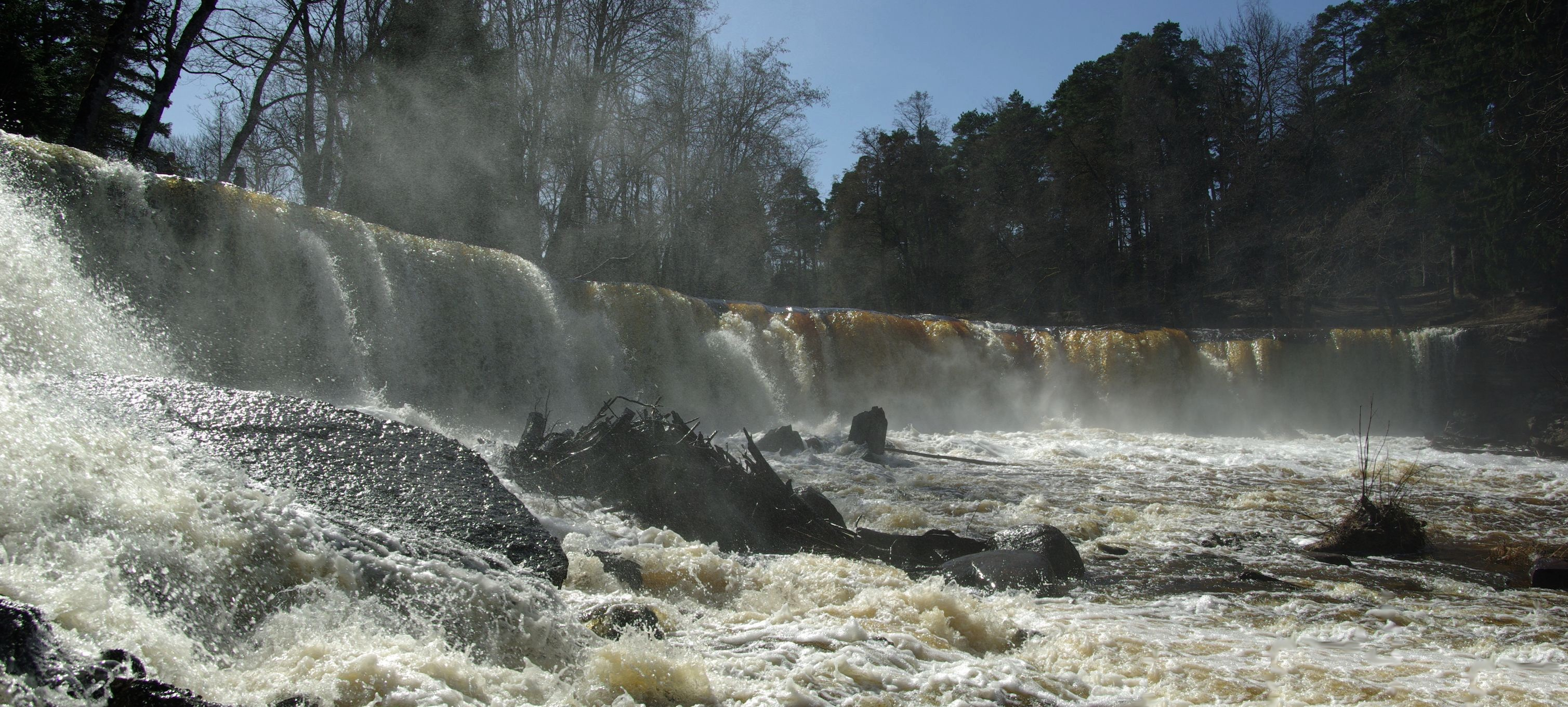
april 2010